# Evangelický hřbitov v Polském Těšíně
Evangelický hřbitov v Polském Těšíně (Cmentarz ewangelicki w Cieszynie) je luterský hřbitov v Polském Těšíně na ul. Bielské na Horním předměstí.
Založen byl roku 1887 poté, co přestala dostačovat kapacita dosavadního hřbitova u Ježíšova kostela. Od roku 1986 je hřbitov chráněn jako kulturní památka (zabytek).

## Pohřbené osobnosti (výběr)
- Jan Gawlas, hudební skladatel
- Andrzej Hławiczka, folklorista a hudebník
- Karol Hławiczka, hudební skladatel a muzikolog
- Paweł Hulka-Laskowski, spisovatel a překladatel
- Józef Kiedroń, politik
- Józef Mamica, duchovní
- Kornel Michejda, chirurg a univerzitní profesor
- Oskar Michejda, duchovní (superintendent)
- Jan Pindór, duchovní, spisovatel a překladatel
- Władysław Sosna, publicista a pedagog
- Karol Stryja, dirigent a pedagog
- Jan Śliwka, pedagog

## Galerie

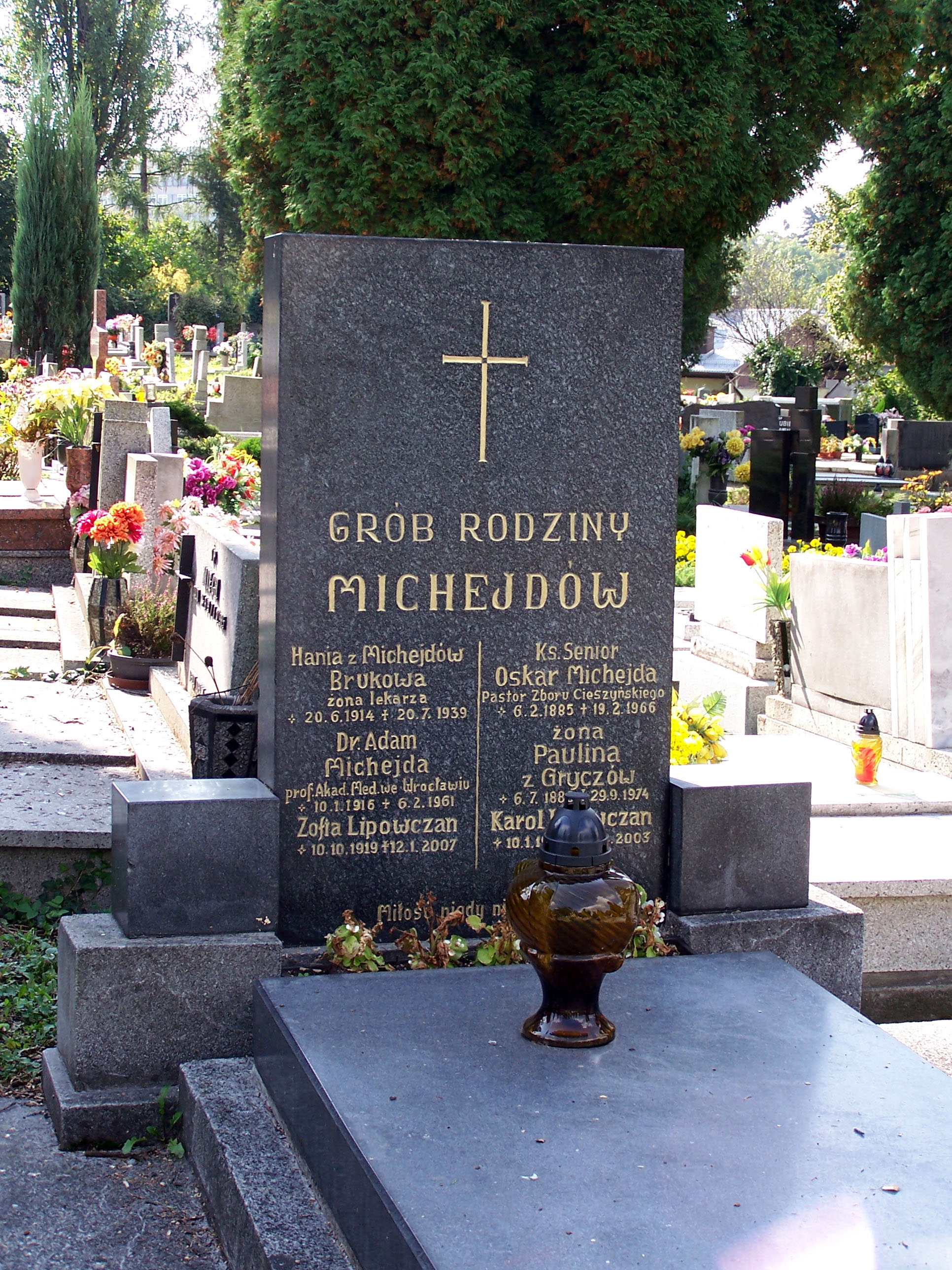
Hrob rodiny Michejdovy
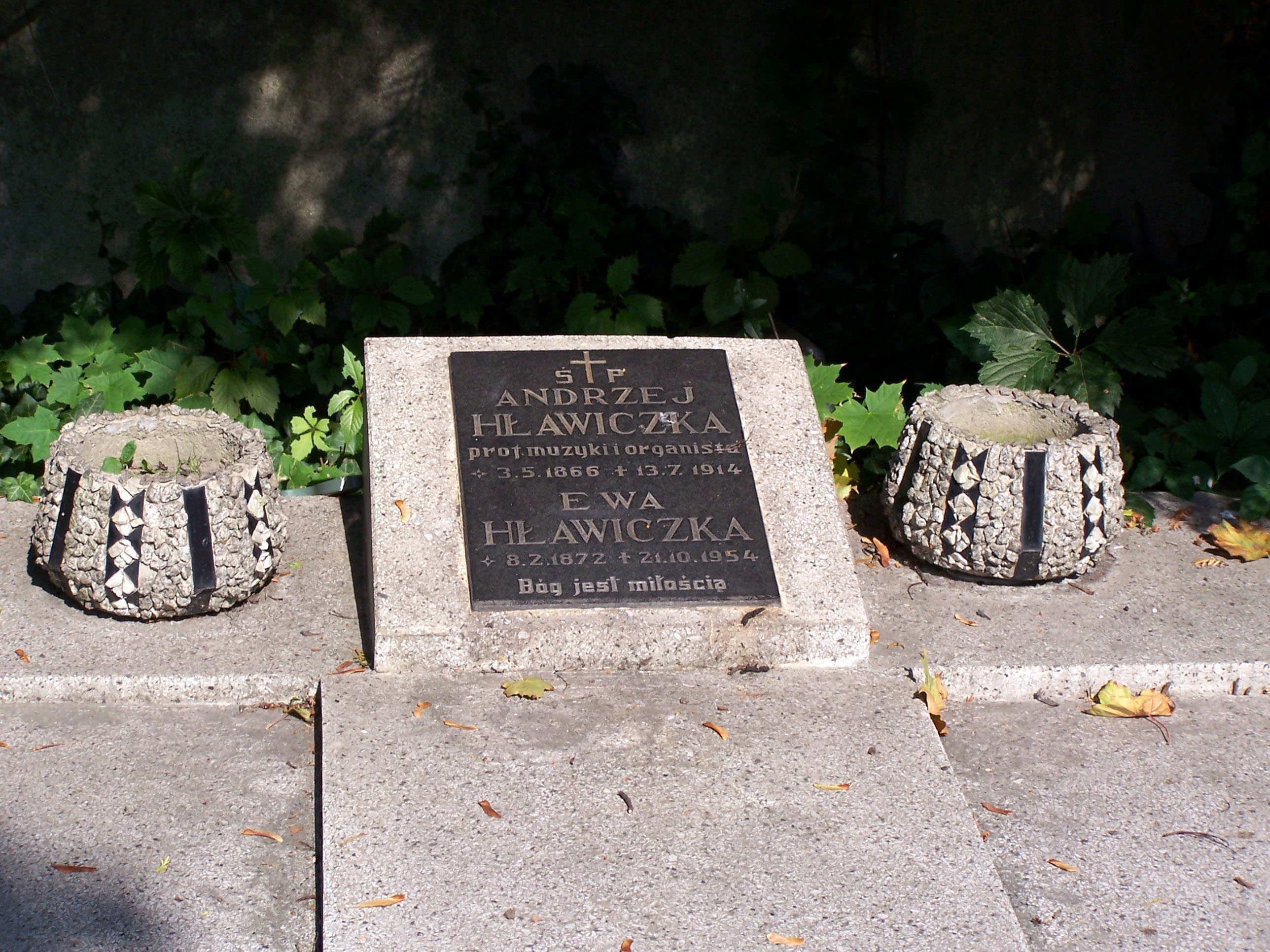
Hrob Andrzeje Hławiczky
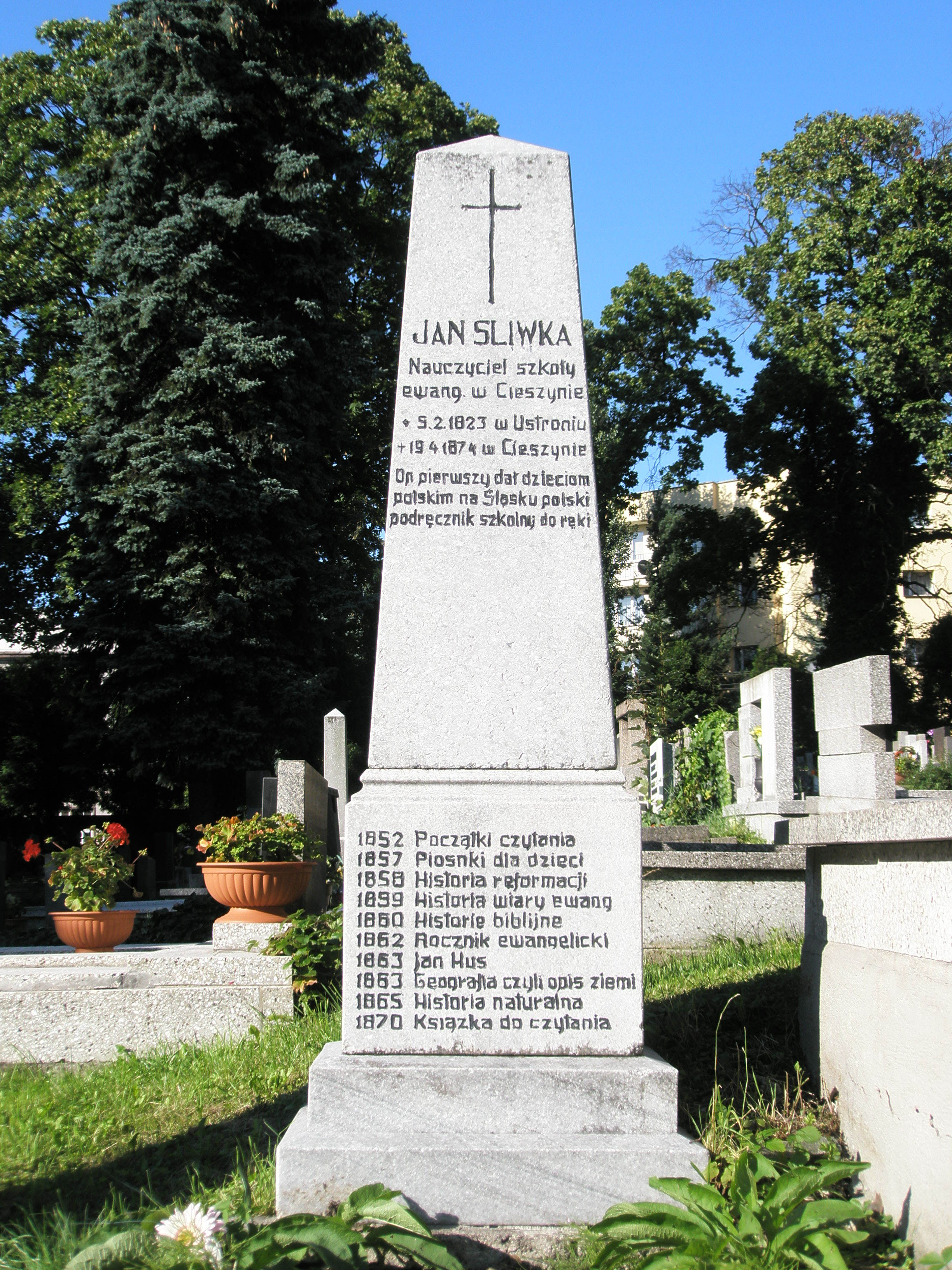
Hrob Jana Śliwky
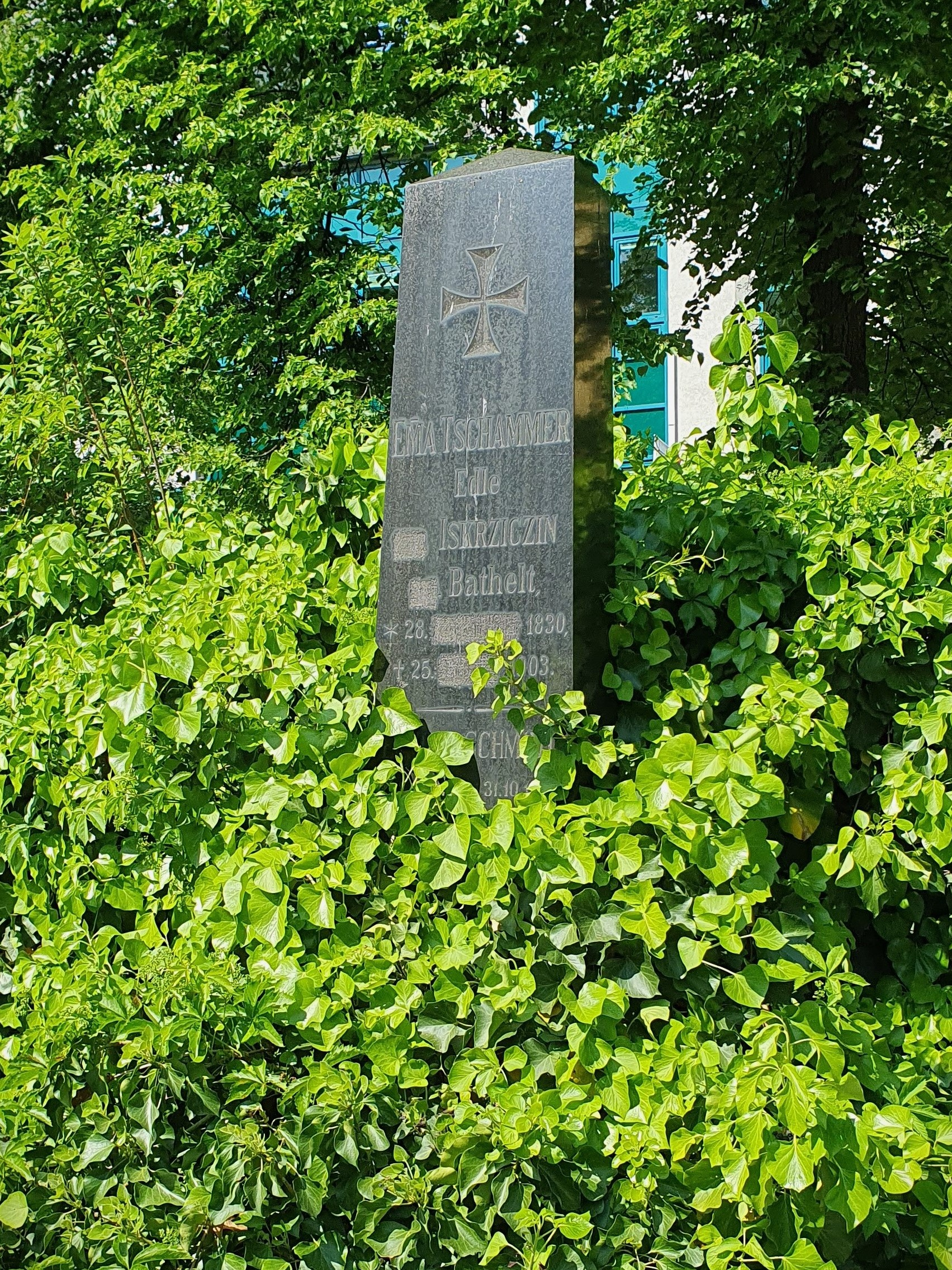
Hrob Emmy Tschammer von Iskrziczin
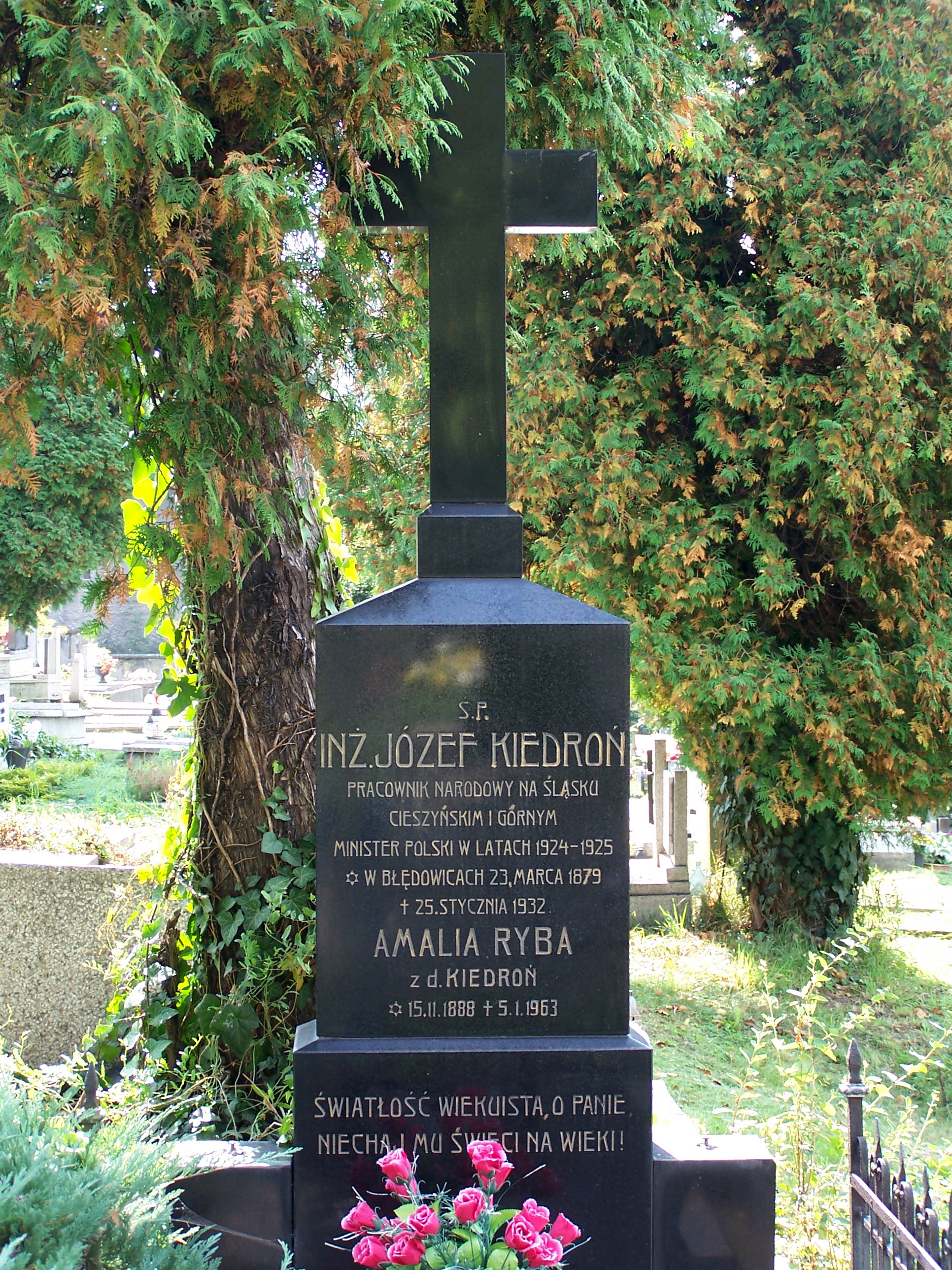
Hrob Józefa Kiedroně
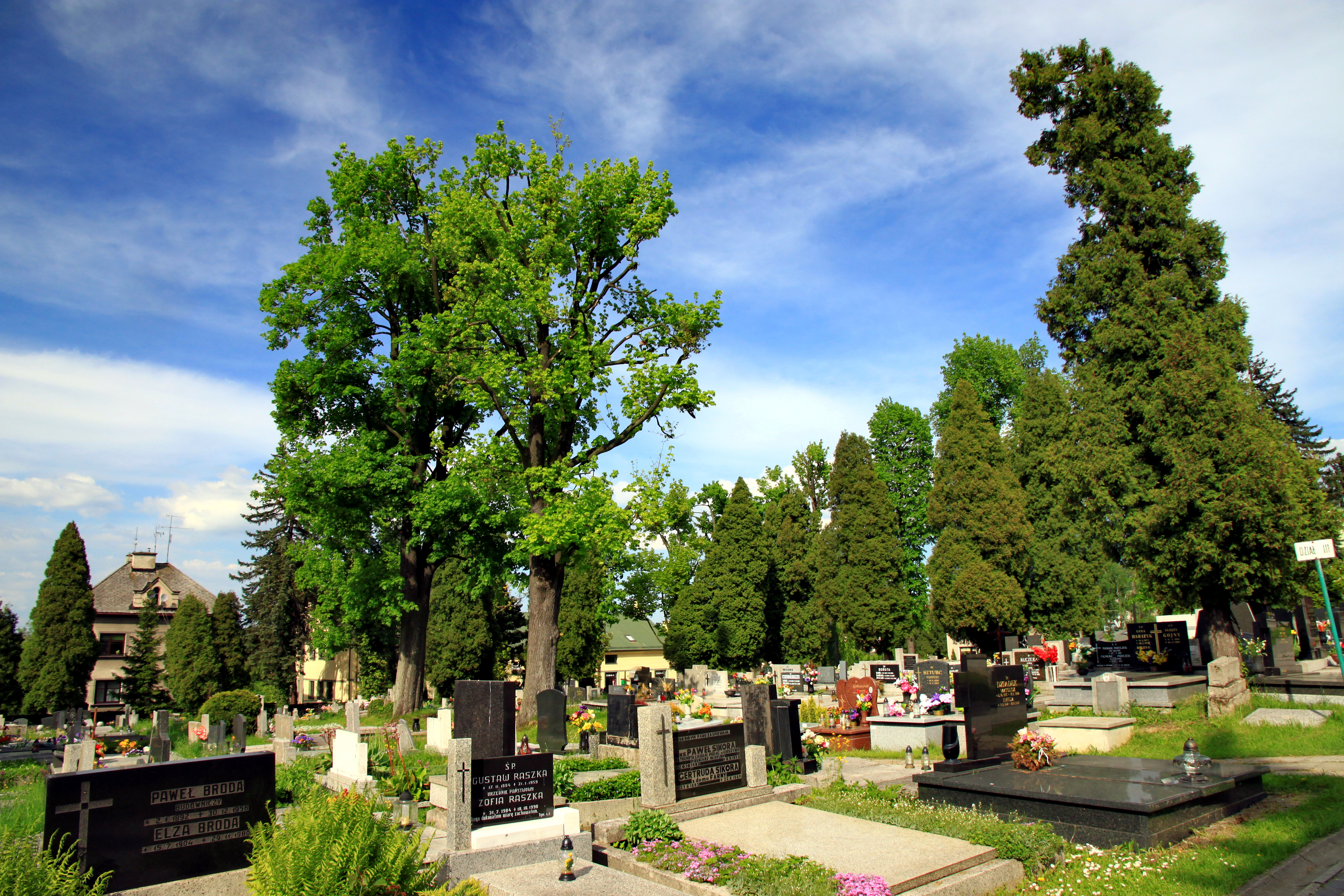
Pohled na hřbitov, v popředí hrob Pawła Sikory